# Димитър Самоковлийски
Димитър Георгиев Самоковлийски е български политик и военен деец.

## Биография
Роден е през 1884 година или на 23 октомври 1885 г. в град Кюстендил. Завършва Военното училище в София през 1906 г., има военен чин полковник. Служи в тринадесети пехотен полк. Бил е помощник-интендант на четвърти пехотен полк, помощник-началник на първи пограничен участък и началник на 3-ти пограничен участък. По-късно е начело на бюрото за набиране на доброволци в Кюстендил. От 1928 г. е интендант на седма пехотна рилска дивизия. Уволнява се през 1931 г. Назначен е за кмет на Кюстендил на 1 май 1935 г. През мандата му се ремонтират улиците „Генерал Жеков“, „Цар Борис“, Константинова баня", „Търговска“ и „Неофит Рилски“. Започва изграждането на Втора смесена прогимназия „Св. Иван Рилски“. През 1935 г. в Кюстендил се организира овощарска изложба. Два общински парцела са дарени на сиропиталището при църквата„Свети Мина“, построява се сиропиталище на хълма Хисарлъка. Самоковлийски е уволнен от кметския пост през май 1937 г.

## Военни звания
- подпоручик – 11 септември 1906
- поручик – 22 септември 1913
- капитан – 5 август 19?
- майор – 20 юли 1917
- родполковник – 28 август 1920
- полковник – 26 март 1928